# المتحف الوطني السويدي
المتحف الوطني السويدي (بالسويدية: nationalmuseu) هو المتحف المركزي الحكومي في ستوكهولم وهو أكبر متحف فني في السويد. حيث يضم مجموعات من اللوحات الفنية والمنحوتات وأعمال فنية على الورق والتي يعود تاريخها من عام 1500 م إلى 1900 م. كما يضم المتحف مجموعات من الفنون التطبيقية والعناصر التصميمية من عام 1500 إلى يومنا هذا. يبلغ العدد الكلي للعناصر الموجودة في المتحف قرابة ال 600,000 عنصر. يقع المتحف في شبه جزيرة بلاسي هولمن في ستوكهولم، في المبنى الذي صُمم لهذا الغرض من قبل المهندس المعماري الألماني فريدريك أوغست ستولر. وتم الانتهاء من بناءه في عام 1866 م، ولكن تاريخ المتحف أقدم من ذلك حيث يعود إلى 28 حزيران 1792 عندما اُنشئ المتحف الملكي Konglig Museum. ويعتبر المتحف الوطني السويدي من أقدم المتاحف الفنية في أوروبا.

## مجموعة المنمنمات

### مختارات من اللوحات

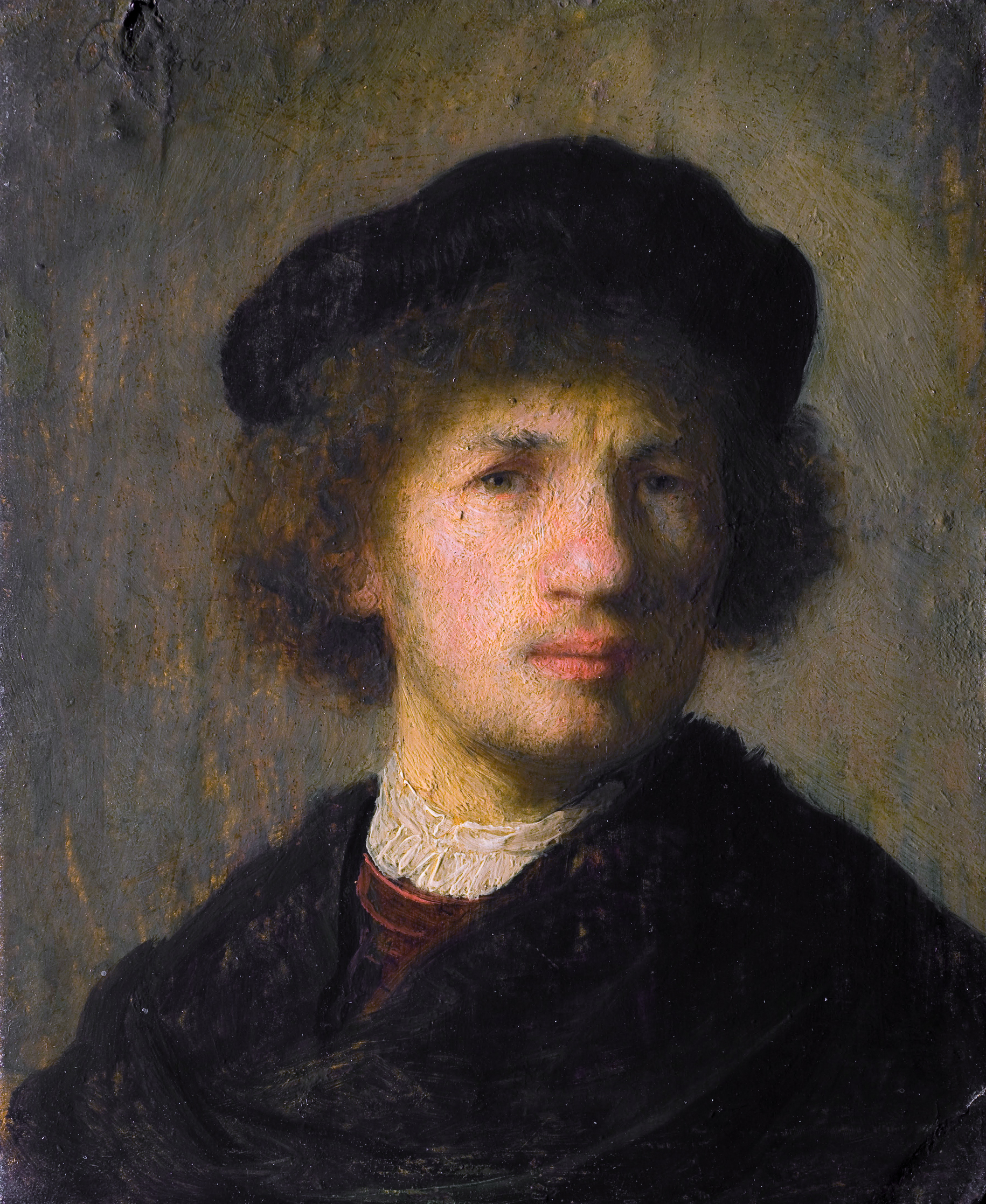
بورتريه رامبرانت, رامبرانت Selfportrait
السيدةذات الخمار,الكسندر روسلين,The Lady with the Veil
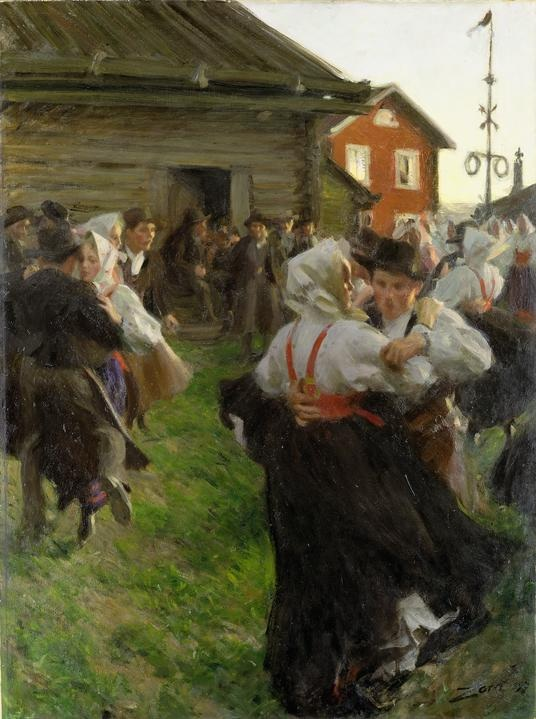
رقصة منتصف الصيف, اندرس سورن, Midsommardans
على مائدة الإفطار,لاتريز اندرسن رينغ,Lauritz Andersen Ring

### مختارات من الرسومات

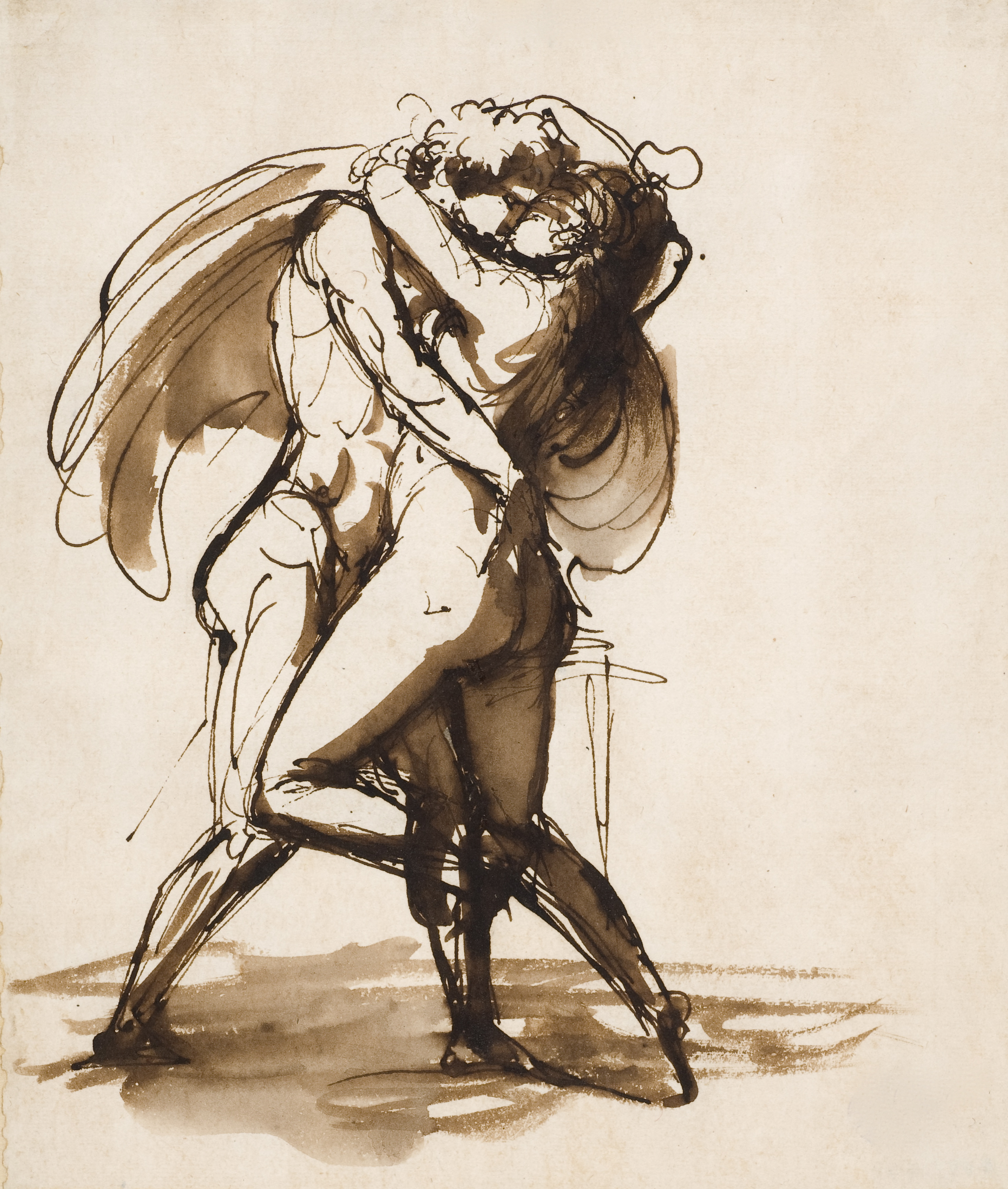
العاشقان الملتهبان, يوهان توبياس سيرجل
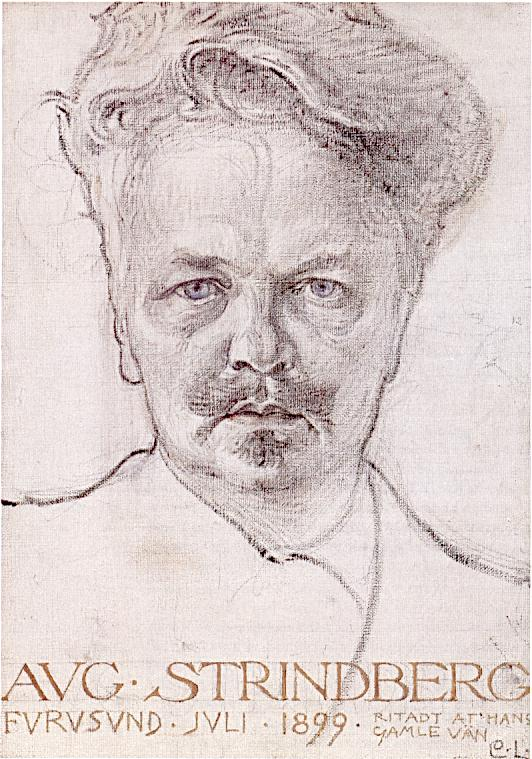
أوغست ستريندبرغ, كارل لارسون
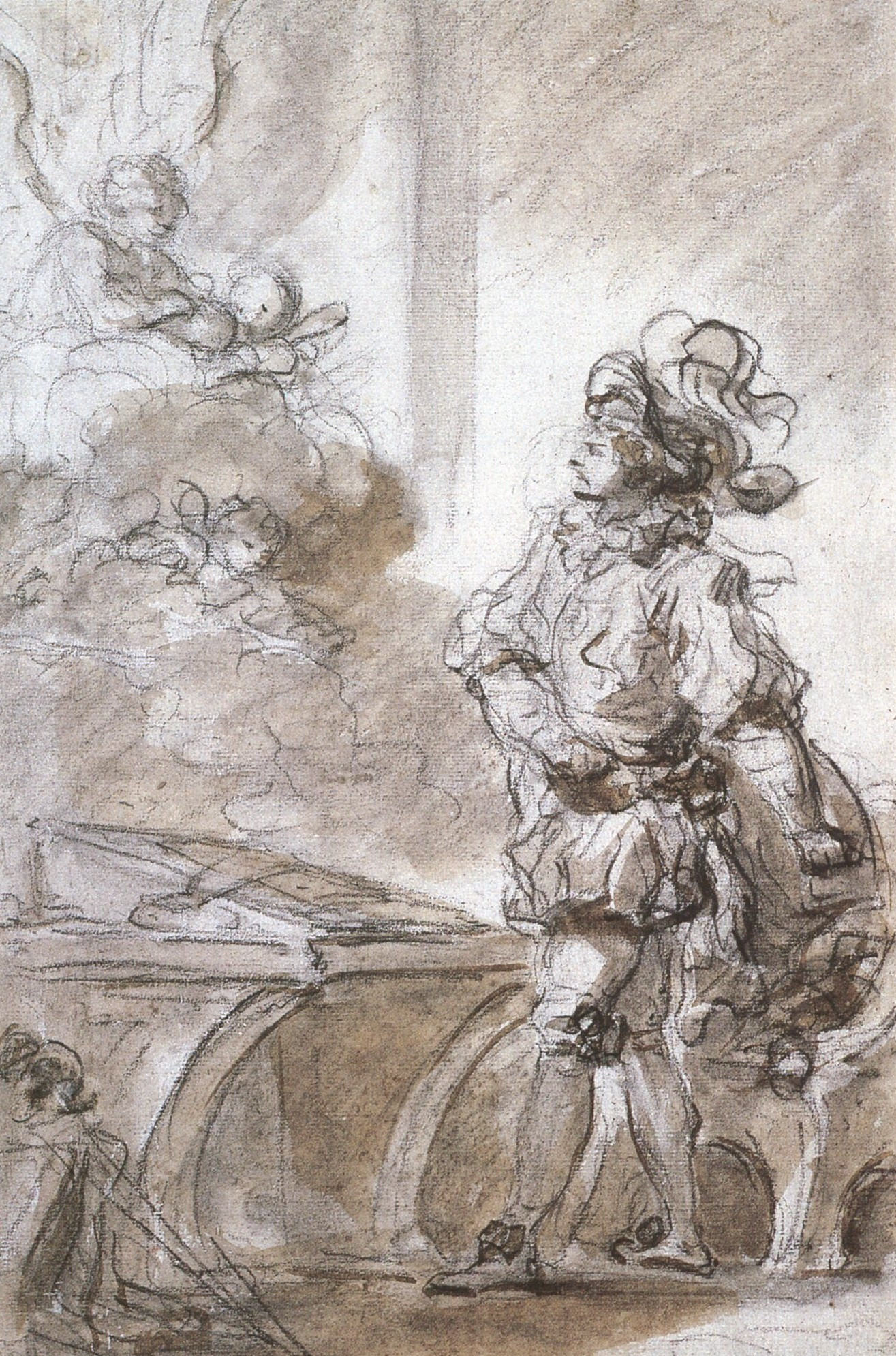
روجيرو تستعد للكتابة لBradamante, جان هونوري فراغونارد
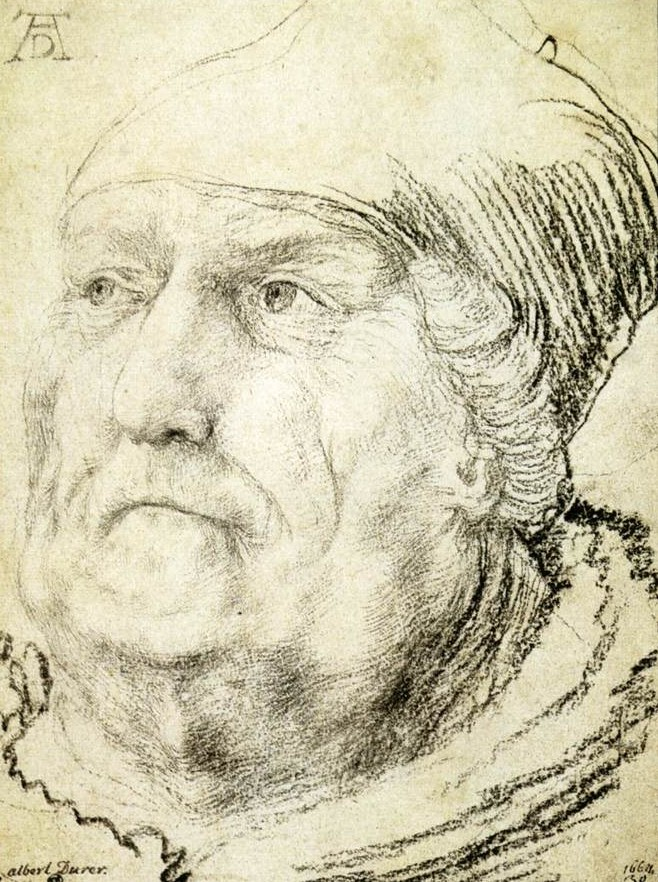
رأس رجل مسن, آلْبْرِخْت دورِر

### مختارات من الأيقونات

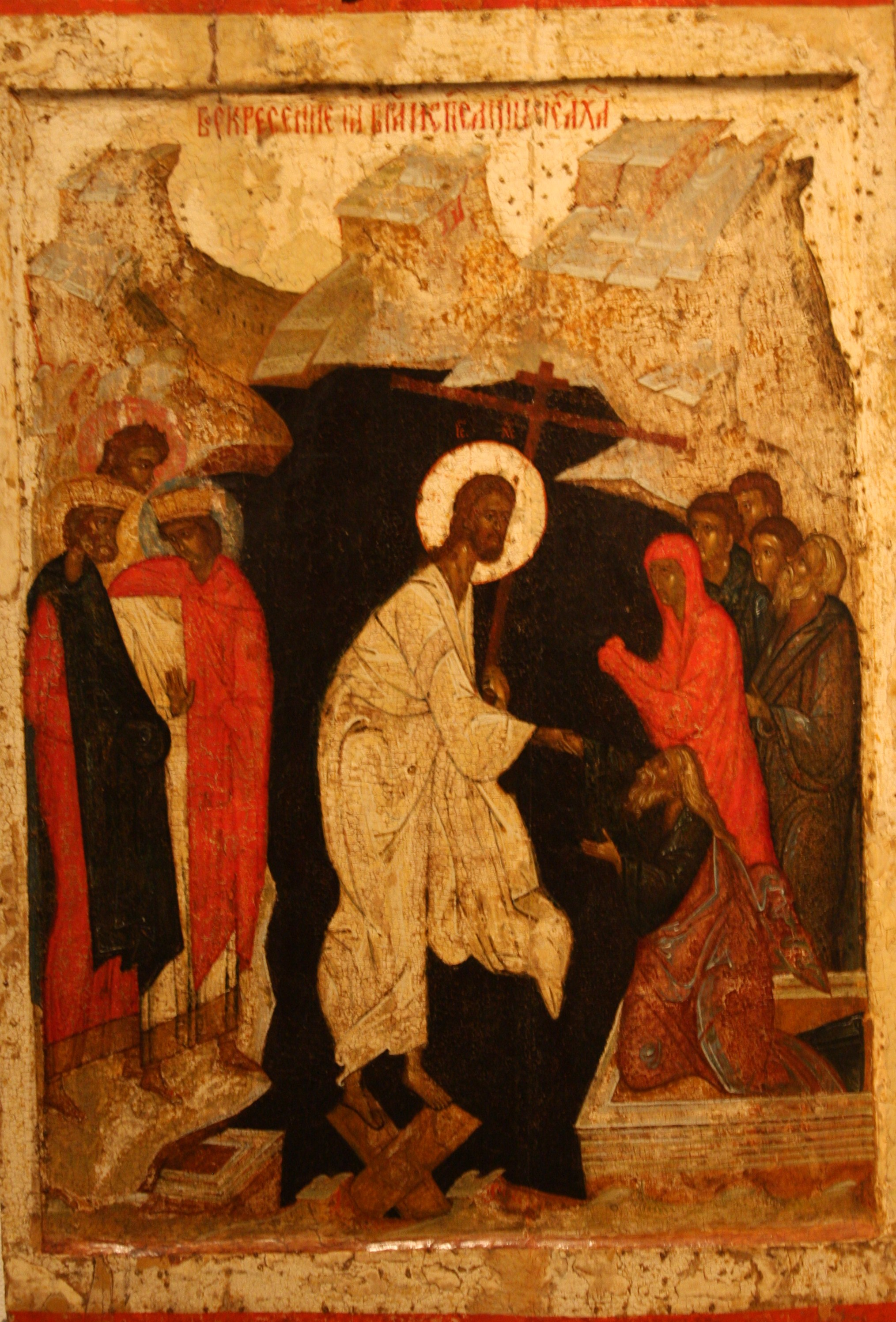
قيامة المسيح, Anastasis
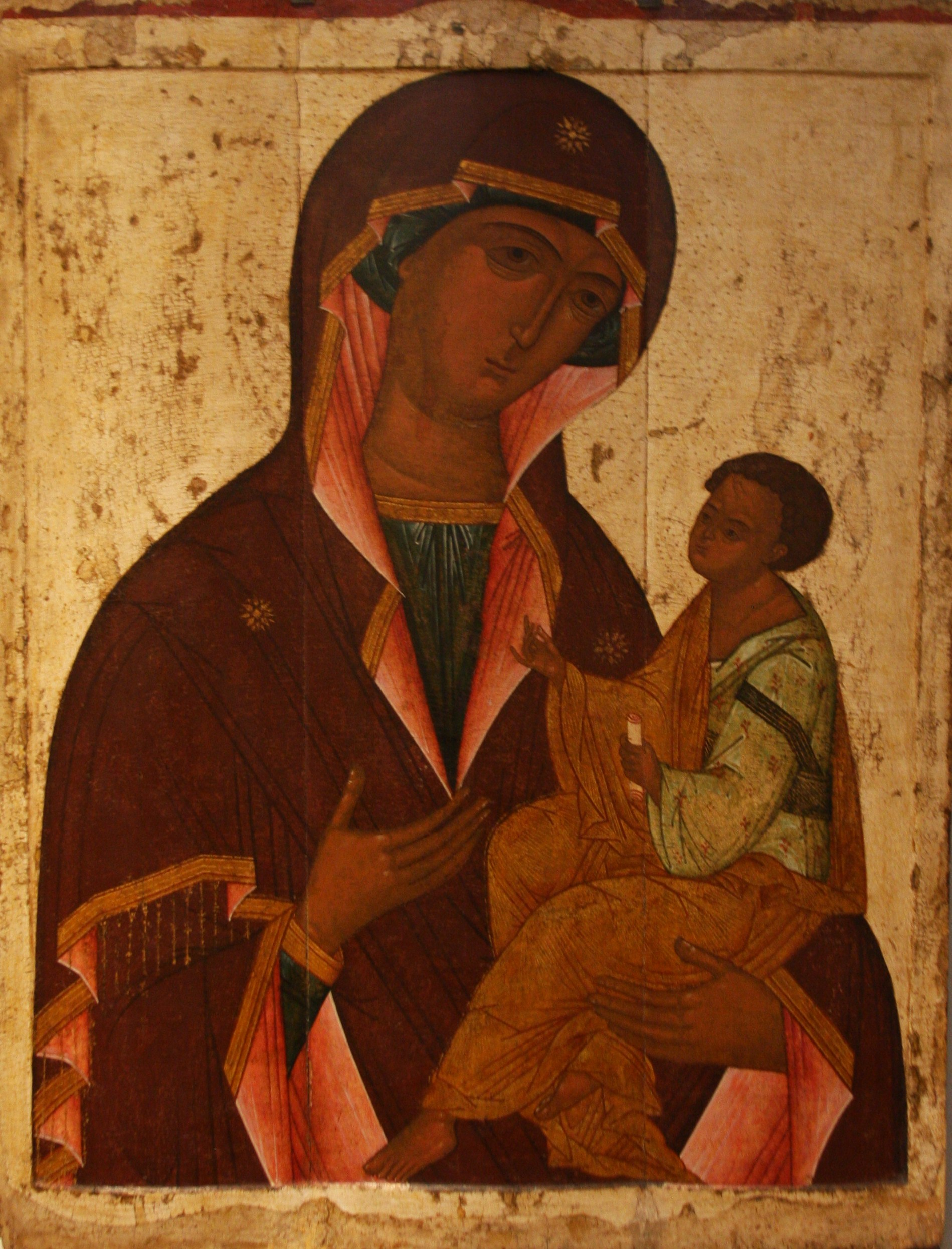
مريم والدة الاله, Maria Gruzinskaja
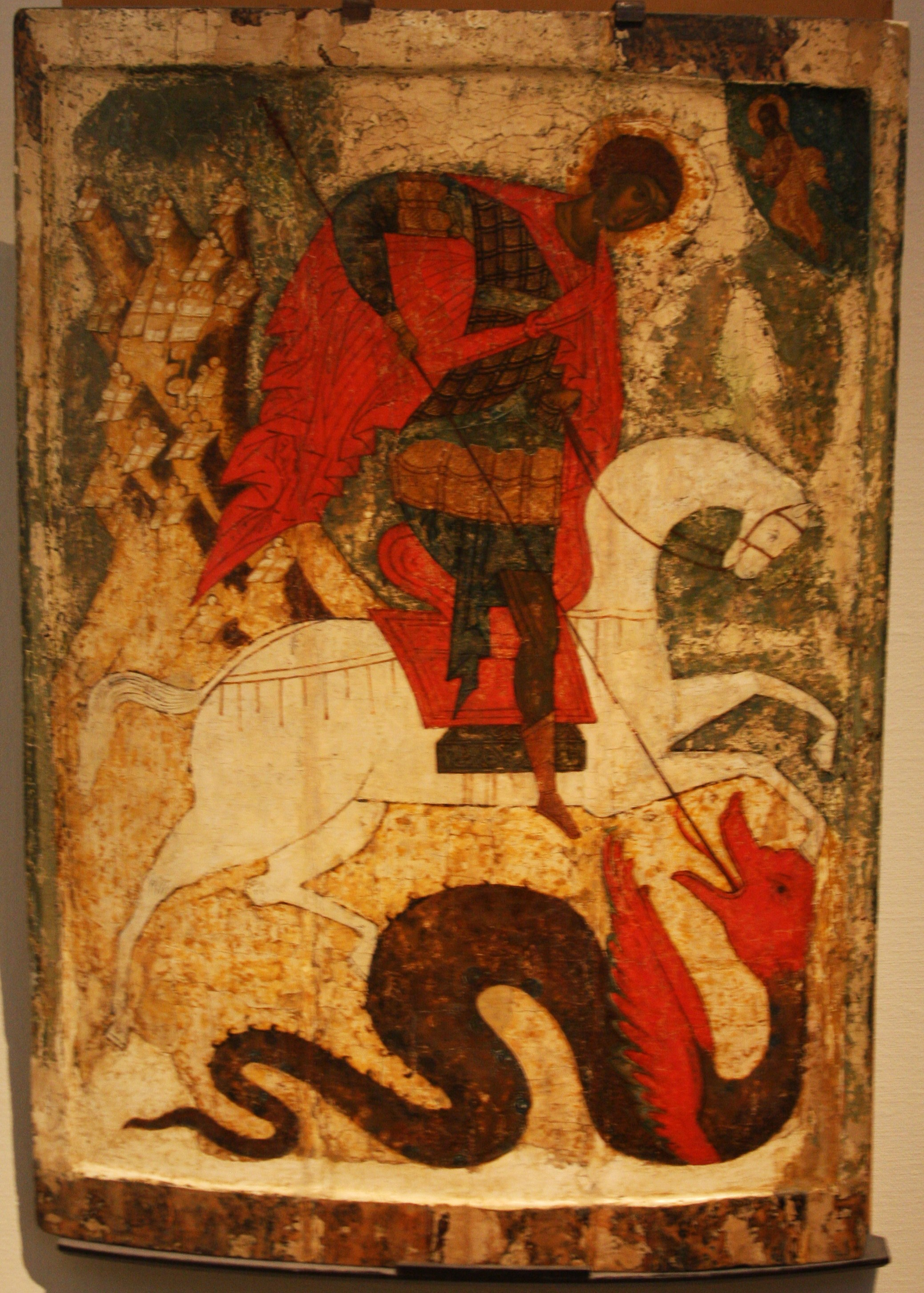
القديس جورج والتنين, Sankt Georg och draken
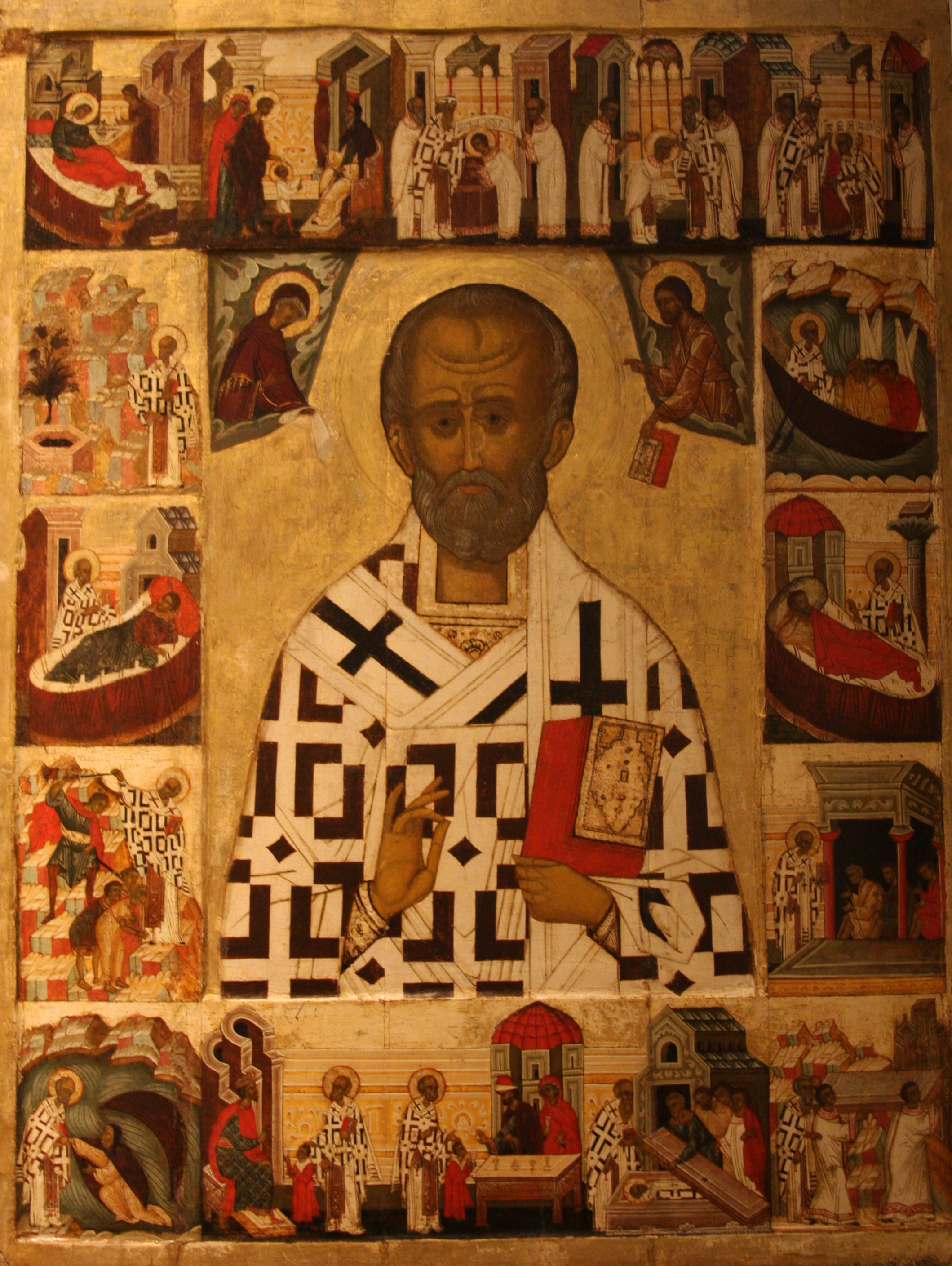
القديس نيكولاس و مشاهد من حياته, Sankt Nikolas

### مختارات من المنحوتات

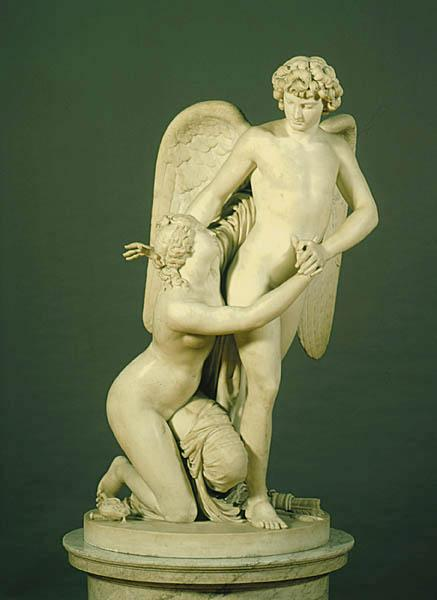
Amor och Psyke Johan Tobias Sergel
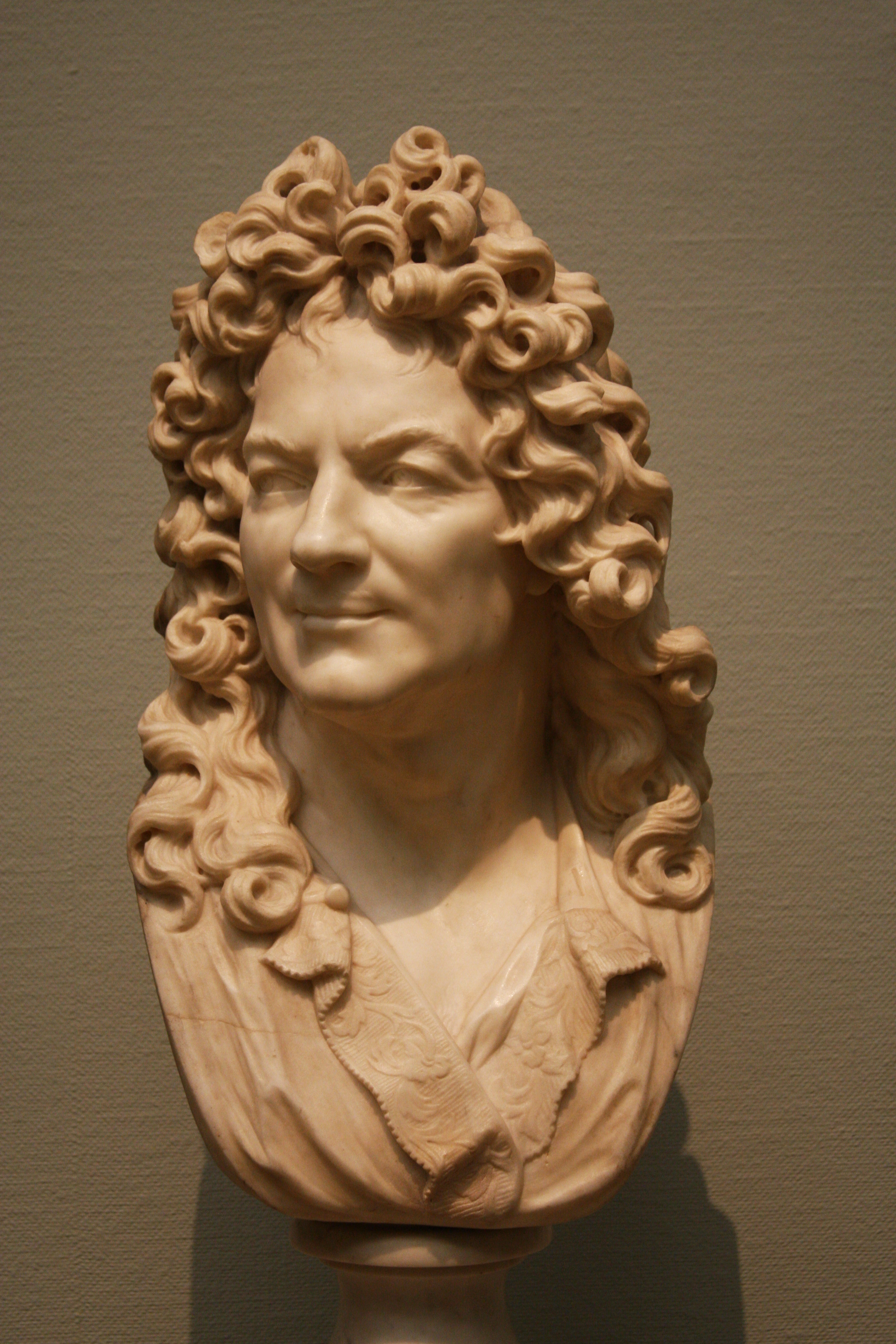
بورتريه رجل, Porträtt av en man Antoine Coysevox
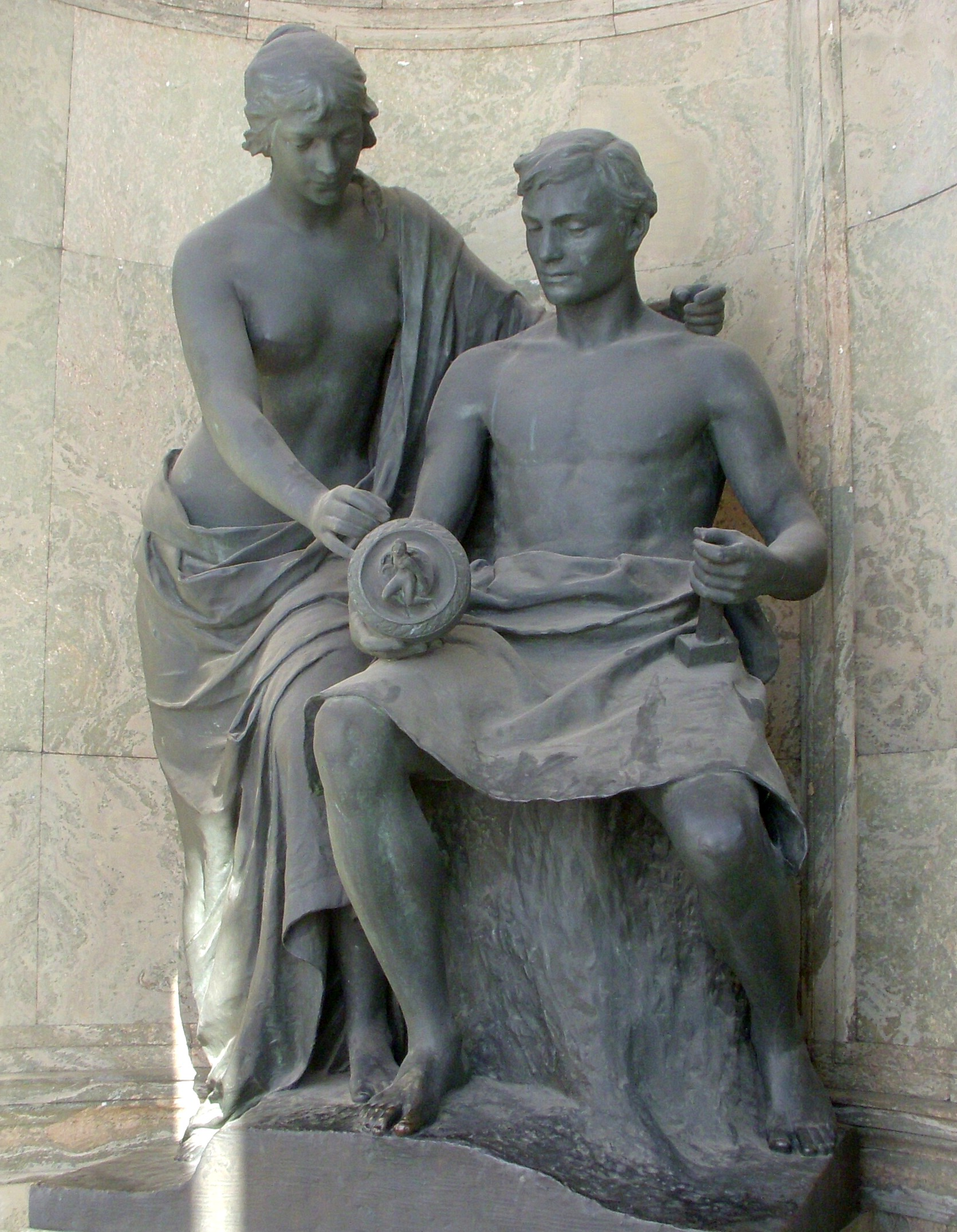
بحوث الفن, Konstforskning Christian Eriksson
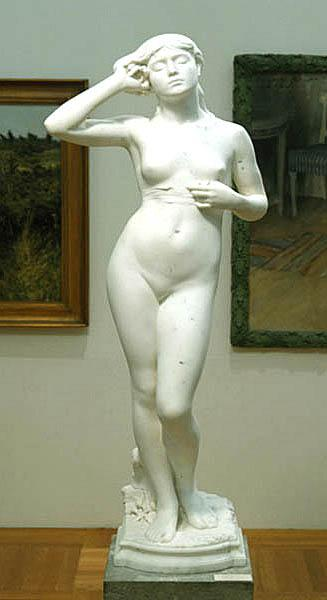
Snöklockan Per Hasselberg

### التصاميم الحديثة

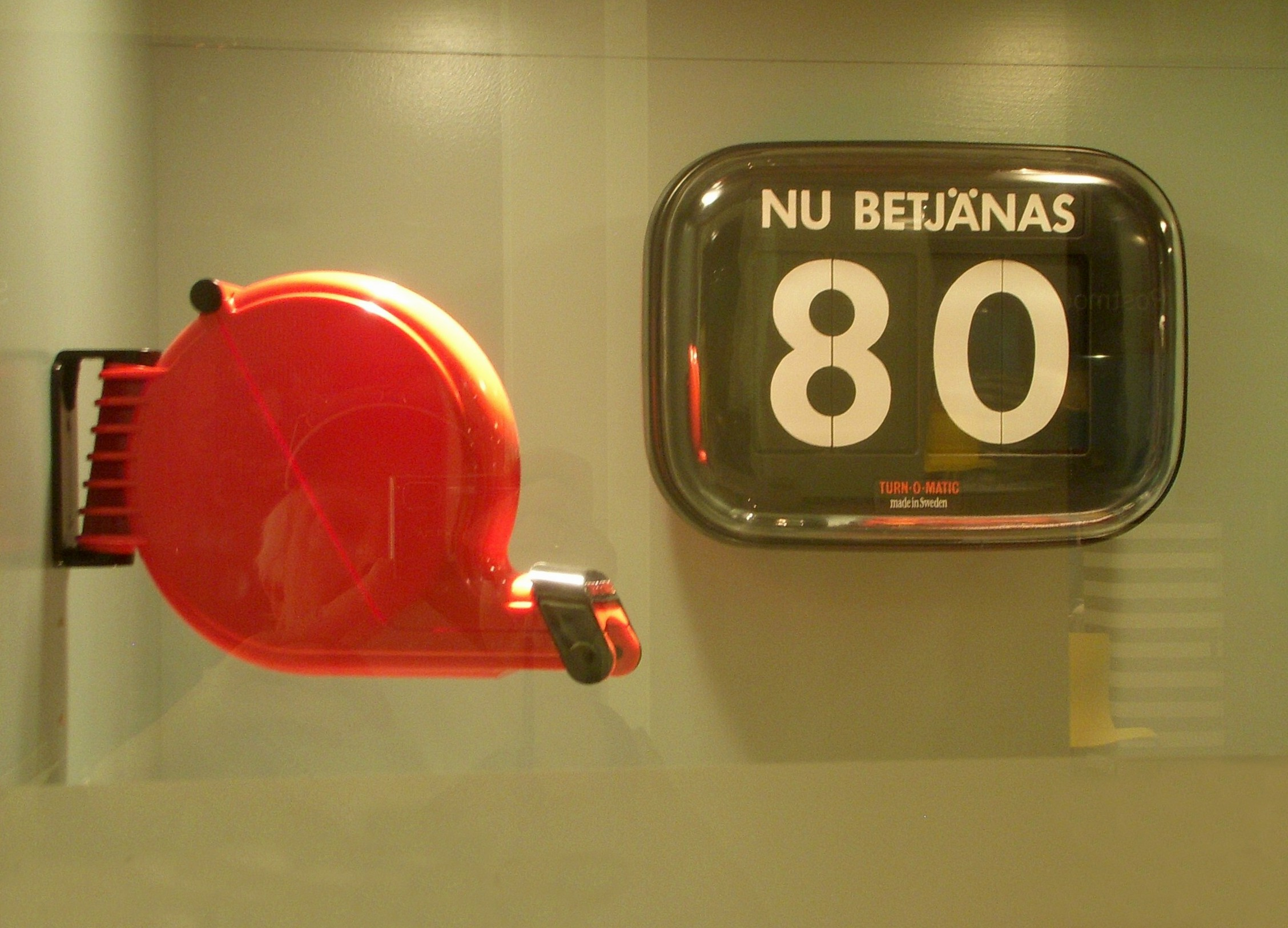
Könummerautomat, A&E Design
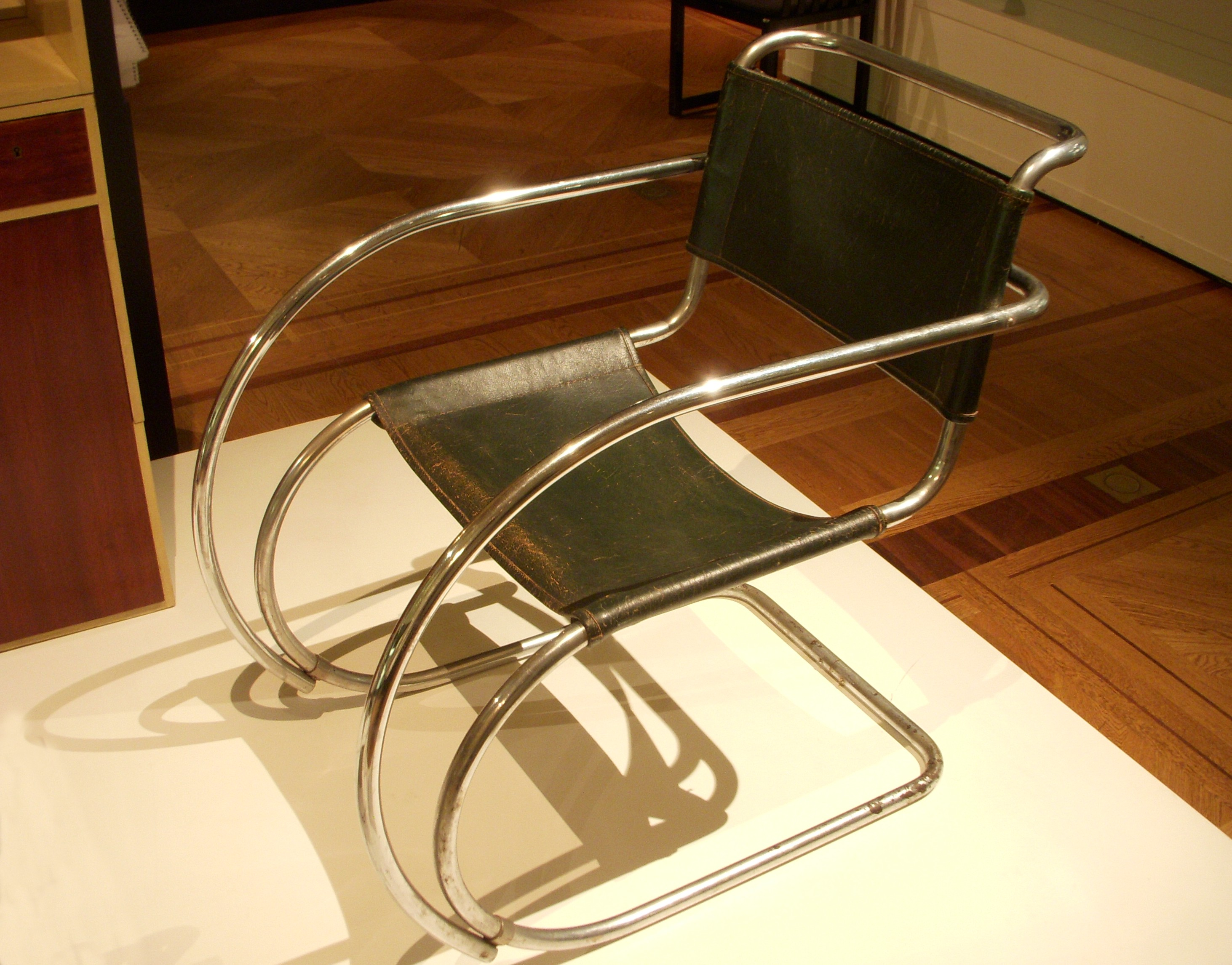
Karmstol, لودفيغ ميس فان دير روه
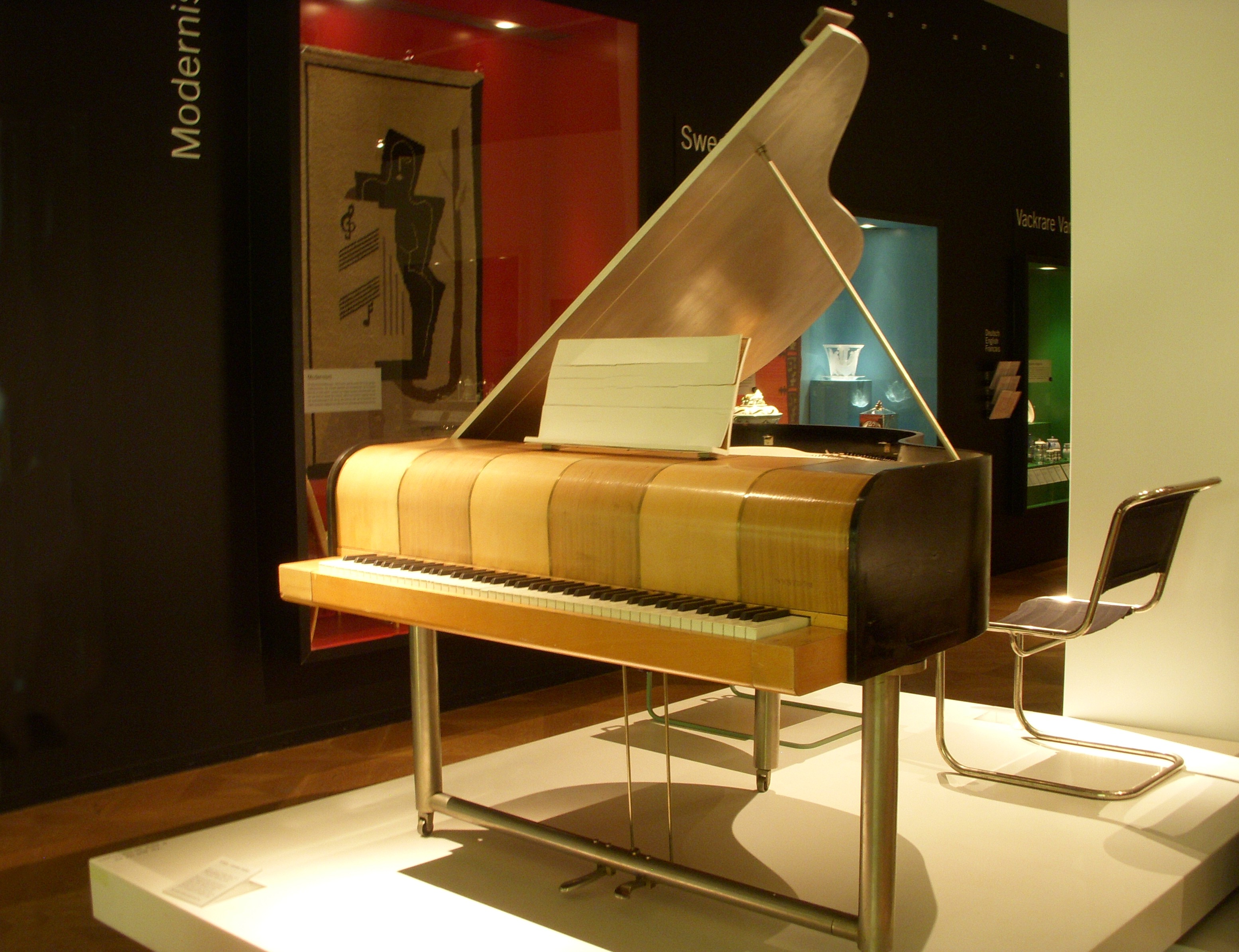
Piano, Sigurd Lewerentz
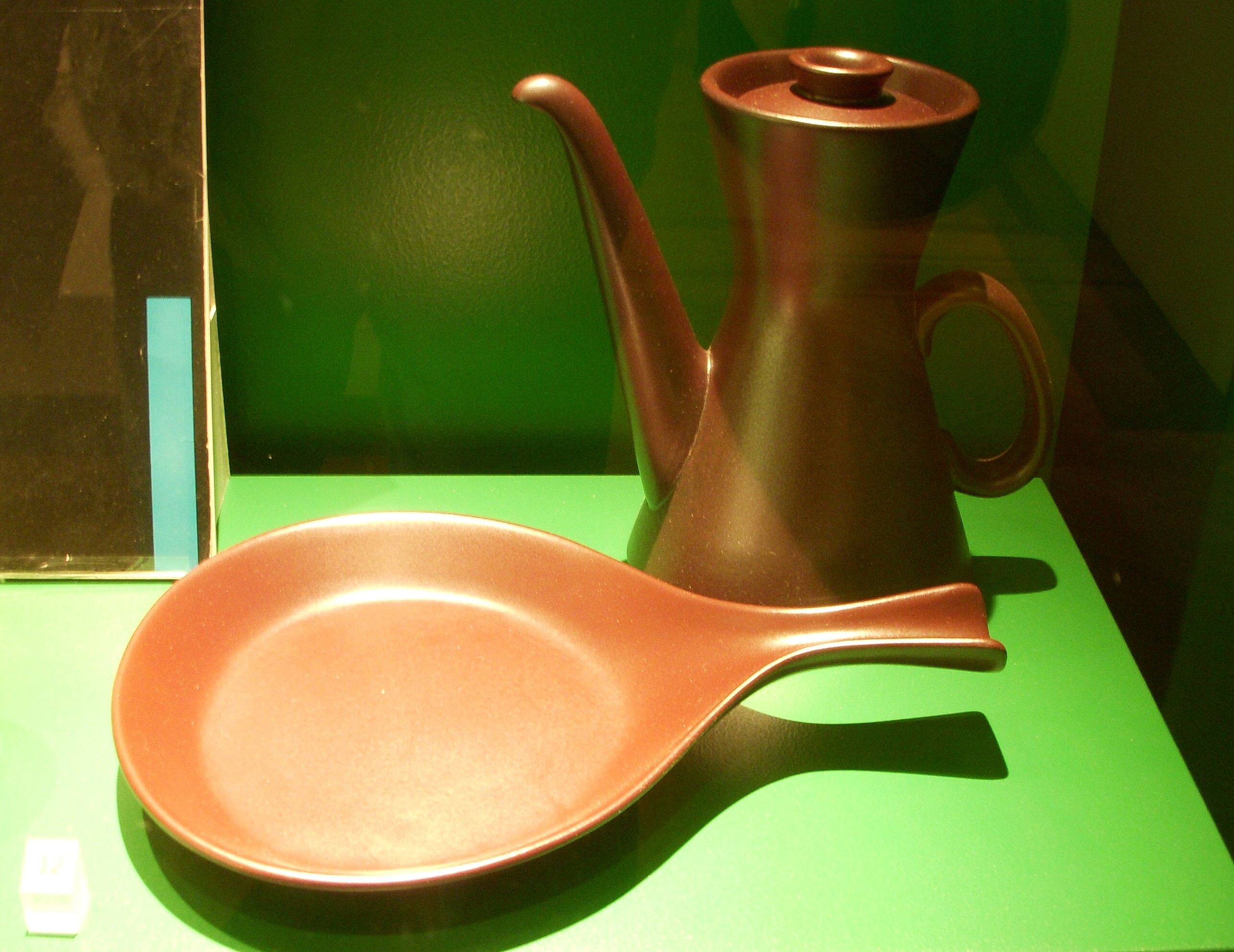
Terma, Stig Lindberg

## روابط خارجية
- الموقع الرسمي للمتحف